# Zetomimus kirgisicus
Zetomimus kirgisicus är en kvalsterart som först beskrevs av Shaldybina 1970.  Zetomimus kirgisicus ingår i släktet Zetomimus och familjen Ceratozetidae. Inga underarter finns listade i Catalogue of Life.